# 薄荷 (电影)
是2018年义务警员题材动作片，由皮耶·莫瑞尔导演，珍妮佛·嘉納、约翰·奥尔蒂斯、小约翰·加拉赫、尤安·帕布羅·瑞巴和泰森·里特出演，讲述一個母亲為她遇害的丈夫和女儿展開復仇，開始追擊與槍殺一位犯案的大毒枭做為伸張正義的过程。影片于2018年9月7日在美国上映，全球票房累计5300万美元，但收到的影评人评价普遍负面，唯嘉纳的演技則備受好評。

## 剧情
身为人母的莱莉·诺斯在洛杉矶的一家银行上班，她每日为生计奔波。她的丈夫克里斯经营着一家汽修店但生意不好。两人擁有一位名叫卡莉的10岁女儿，一家三口的幸福生活卻在某天被打破，某天克里斯受到他的朋友的提案去向有权有势的毒販商人蒂亚戈·加西亚實施搶劫，但是克里斯不想要得罪蒂亚戈而拒絕他好友的危險提案，但加西亚发现克里斯参与其中便决定派遣手下去找克里斯的碴。
莱莉和克里斯因為之前卡莉的生日派对由于一位陷入困境的郊区母亲佩格的闯入造成客人都走光的經歷，兩人為了慶祝卡莉的生日決定去嘉年华。可是在莱莉一家人去取车的时候遭到蒂亚戈的手下的槍擊，雖然莱莉身负重伤依然生還，但是她的丈夫克里斯和女儿卡莉因中槍傷勢過重身亡。
虽然莱莉受伤还是可以认出殺害她的丈夫和女儿的枪手。高级警探贝尔特兰警告他的年轻搭档卡迈克尔说出之前一位调查的蒂亚戈案件的警探被人谋害，他告訴卡迈克尔說出為了他自身安全最好不要沒事去管现在的事。莱莉初审前见到辩方律师。辩方律师打算用金钱向莱莉提出想要求不要出庭卻的意見卻失敗，于是到庭审時拿出莱莉的抗精神病药物，向史蒂文斯法官說出莱莉是個不可靠的证人。另一方面，史蒂文斯受到蒂亚戈的賄賂说出眼下的证据不足以让嫌犯接受审判的理由便驳回案件，控方律师对此无能为力。使莱莉打算袭击枪手卻被送入前往精神病院的救护车。不過莱莉趁救护车还没有抵达目的地時便自行下車，她發誓要替她的丈夫克里斯和女儿卡莉展開復仇，並且讓蒂亚戈與幫他脫罪的人為此付處極重代價。贝尔特兰和卡迈克尔在五年后来到嘉年华发现摩托车上被莱莉給「處刑」而被吊着的三个枪手的遺體（莱莉开场画面中在车里捅其中一位枪手后开枪爆他的头部）。联邦调查局警探丽莎·英曼来到案發现场告诉贝尔特兰和卡迈克尔說出莱莉在五年前經歷她丈夫和女儿遇害事件後，她抢劫她工作的银行后就此失踪。之后她隱居海外多年学习格斗技巧的同時还抢劫一家擁有突击步枪和弹药的店。
与此同时，莱莉將退休的史蒂文森處於「極刑」，她用钉子把史蒂文森的手钉在桌子上还给他裹上炸药线，直接用遥控炸弹將史蒂文森給炸碎，並將五年前参与庭审的辩方和控方律师實施處刑，她先是将辩方律师在他的游泳池中處於「水刑」然後將控方律师在自己的面前活活地處於「火燒之刑」。伊曼、卡迈克尔和贝尔特兰在莱莉將史蒂文森等人處於「極刑」的消息曝光後决定将消息向媒体公布，卻引起莱莉的支持者和反对者在社交媒体中对骂。就在这个时候，蒂亚戈因為莱莉的行动搞砸他们运的一批货物的緣故受到同行的威胁。莱莉前去蒂亚戈用来洗钱的公司並且槍杀他的大批手下。蒂亚戈意识到莱莉应该为最近丢失的货物進行负责，他决定要杀掉莱莉。伊曼发现莱莉一直住在洛杉矶的穷街，理据当地的罪案模式最近出现变化。她從莱莉的货车中發現里面装满各种偷来的武器。当地人说莱莉一直在保护他们的安全，特别是那些靠近蒂亚戈的地盘的居民，莱莉漸漸的成為穷街居民的守护神。蒂亚戈对自己的毒品仓库做個手脚希望莱莉誤觸他的陷阱。然而莱莉赶在仓库爆炸前从下水道脫逃後又跟着他的手下来到他家。莱莉原本決定打算杀掉蒂亚戈，卻因蒂亚戈的小女儿的介入稍微犹豫而被蒂亚戈給弄伤的情況下決定離開。
伊曼还在穷街打电话给卡迈克尔要求他来和自己见面。她等莱莉出现说服她做线人从中套出情报並將获蒂亚戈一伙人給一網打盡。可是卡迈克尔也已经被蒂亚戈收买，他为了掩藏自己的踪迹決定杀害伊曼后通知蒂亚戈說出莱莉正在找他的情況。莱莉回到穷街发现蒂亚戈的手下蜂拥而至，她大开杀戒杀害蒂亚戈的手下與副手，並且发现遇害多時的伊曼。莱莉用伊曼的手机联络媒体透露自己的位置來揭发卡迈克尔是內賊藉此讓媒体和洛杉矶警察局来找她。莱莉联系蒂亚戈尾随他直到警方抵达。蒂亚戈认为卡迈克尔有出賣自己的行為，他开枪射殺卡迈克尔后決定逃走但被莱莉給抓住還被歐打一顿。蒂亚戈在警察的层层包围下，加上低估莱莉要杀掉自己的决心，他疯狂地嘲諷莱莉说她一定会比自己坐牢更久。不過莱莉回蒂亚戈一句說出他們是不會去监狱的答覆便开枪射殺蒂亚戈，蒂亚戈的头颅溅在他身后的墙上。而隨後趕到現場的警方开枪打傷莱莉，莱莉在贝尔特兰向警方下令停火的同時離開。後來贝尔特兰发现莱莉受伤倒在她的丈夫克里斯和女儿卡莉的墓碑前決定带她去医院，但莱莉表示自己想和她的丈夫克里斯和女儿卡莉重聚。后来贝尔特兰在医院探望正被警方拘留的莱莉，贝尔特兰跟莱莉解釋由於她背负多项谋杀指控，而且再過不久即将要面临审判的消息。不過他表示自己與許多同情她的人認同她的行为，并在暗中给莱莉一個手铐钥匙让她離開医院。

## 阵容
- 珍妮佛·嘉納 饰 莱莉·诺斯（Riley North）
- 约翰·奥尔蒂斯（英语：John Ortiz） 饰 警探莫伊斯·贝尔特兰（Detective Moises Beltran）
- 小约翰·加拉赫 饰 警探斯坦·卡迈克尔（Detective Stan Carmichael）
- 尤安·帕布羅·瑞巴 饰 蒂亚戈·加西亚（Diego Garcia）
- 安妮·伊隆泽 饰 联邦调查局探员丽莎·伊曼（FBI Agent Lisa Inman）
- 杰夫·赫弗纳（英语：Jeff Hephner） 饰 克里斯·诺斯（Chris North）
- 佩尔·詹姆斯（英语：Pell James） 饰 佩格（Peg）
- 克里夫·“道上人”·史密斯（英语：Method Man） 饰 毒品侦探巴克（Narcotics Detective Barker）
- 凯莉·弗莱明（英语：Cailey Fleming） 饰 卡莉·诺斯（Carly North）
- 泰森·里特（英语：Tyson Ritter） 饰 流浪汉萨姆（Homeless Sam）
- 理查德·卡布拉尔（英语：Richard Cabral） 饰 萨拉萨尔（Salazar）
- 约翰尼·奥尔蒂斯（Johnny Ortiz）饰 托雷斯（Torres）
- 埃迪·申（英语：Eddie Shin） 饰 联邦调查局李探员
- 約翰·博伊德 饰 马文（Marvin）
- 邁克·莫斯利 饰 亨德森（Henderson）
- 伊恩·卡塞尔伯里（Ian Casselberry） 饰 科尔特斯（Cortez）
- 凯拉-德鲁·西蒙斯（英语：Kyla-Drew Simmons） 饰 玛丽亚（Maria）
- 萨曼莎·爱德斯坦（Samantha Edelsteid）饰 冰激凌摊主
- 雅雅·格斯林 饰 安娜（Anna，加西亚的女儿）
- 艾玛·索拉瓦尔（Emma Thoraval） 饰 流浪女孩
- 亨特·莱特（Hunter Wright）饰 流浪儿

## 制作
2017年5月，曾执导《飓风营救》首部的导演皮埃尔·莫瑞尔接触该项目，剧本由曾参与杰拉德·巴特勒主演电影《伦敦陷落》编剧的查德·圣约翰负责。2017年8月，珍妮佛·嘉納就加盟剧组事宜进行商讨。
影片于加利福尼亚取景，历时50天。
特技协调员唐李（Don Lee）曾与嘉納在《夜魔俠》和《黑天使 ELEKTRA》中有过合作。嘉纳为影片的戏份接受为期三个月的培训，包括舞蹈、有氧运动、举重、拳击、枪械，以及和长期合作的替身肖娜·杜金斯（Shauna Duggins）就特级工作进行配合。

## 发行
影片于洛杉矶富豪院线现场秀14号体育馆（Regal Cinemas L.A. LIVE Stadium 14）首映。主演嘉纳在影片发行当天入主好莱坞星光大道。
影片于2018年9月7日在美国公映。

### 票房
影片北美票房3540万美元，海外1840万美元，全球合计5380万美元，收回2280万至2500万美元的制片成本。
北美方面，影片与《鬼修女》和《上帝保佑坎坷的旅途》同期上映，首周末在2980家影院上映，预计影片在1000万至1300万美元之间。首日票房470万美元，含周四晚点映的80万。其后以1340万美元的成绩空降票房榜第二位，仅次于《鬼修女》。

### 专业评价
汇总媒体烂番茄根据142条评论打出12%的腐烂度，平均得分3.49/10。网站共识写道：“《薄荷》浪费了珍妮佛·嘉纳的杰出表现，讲述了沉闷的死刑复仇故事，缺乏独特的反转或扣人心弦的刺激感，并没有那么地让人觉得耳目一新。”Metacritic评论26条，加权平均分29/100，表示“普遍差评”。从A+到F，影院评分观众评分为B+。
《好莱坞报道者》的弗兰克·施切克（Frank Scheck）认为影片是“打满类固醇的《虎胆追凶》”，“缺乏细微之处，甚至远远谈不上令人信服。但就和它的女主角一样，影片拍的确实很完整”。IndieWire裘德·德赖（Jude Dry）给出“C+”的评分，认为影片“罕见回归到适合嘉纳的模式中，让嘉纳毫不费力地用魅力呈现她的私刑争议”，但不幸的是，“这也是观看《薄荷》的唯一原因”，认为嘉纳应该参加更出色的电影 。
《芝加哥太阳报》的理查德·罗珀打出2/4星，认为“在导演表现时尚但令人生厌、陈词滥调满溢的《薄荷》中，嘉纳饰演了两个从一个模子里分出来的两种角色”。《TheWrap》的托德·吉尔克里斯特（Todd Gilchrist）认为：“《薄荷》最终留下的是老套桥段，犹如藏在钱包底部的未包装糖果”。《综艺》的安德鲁·贝克（Andrew Barker）写道：“嘉纳得到了她所要求的一切，从暴虐的躯体到润饰眼眸的柔情，但这种愚钝的灾难几乎破坏了其他一切。这种情况非常突出，直到突然消失，可以说《薄荷》从头到尾都失火了。”《纽约》杂志的艾蜜丽·吉田（Emily Yoshida）表示，“有那么一段时间，出演糟糕的系列动作片的女明星被认为是进步的最高点，但现在这已经是过去式了”。她批评影片缺乏原创性，即使选嘉纳拍摄也没能改变这一点。

### 奖项
| 年份 | 大奖               | 奖项                   | 对象                            | 结果 |
| ---- | ------------------ | ---------------------- | ------------------------------- | ---- |
| 2019 | 女性电影记者联盟   | 最需要换经纪人的女演员 | 珍妮佛·嘉納                     | 提名 |
| 2019 | 金酸梅奖           | 最差女主角             | 珍妮佛·嘉納                     | 提名 |
| 2019 | 休斯顿影评人协会奖 | 最差电影               | 《薄荷》                        | 提名 |
| 2019 | 青年艺人奖         | 最佳青年电影演员       | 泰特·伯奇摩尔（Tate Birchmore） | 提名 |